# Čierny vrch (1319 m)
Čierny vrch (1319 m) –  szczyt w Magurze Orawskiej w Zewnętrznych Karpatach Zachodnich na Słowacji. Wznosi się w północno-wschodnim grzbiecie Minčola pomiędzy szczytami Hali Kubińskiej (1346 m) i Dva pne (1224 m). Ze stoków północnych spływa Čierny potok, z południowych potok Jelšava.
Čierny vrch to niewybitny i całkowicie porośnięty lasem szczyt. Jego grzbietem biegnie szlak turystyczny.

## Szlaki turystyczne
odcinek: Minčol  –  Sedlo Kubínska hoľa – Čierny vrch –  Dva pne – Mokradská hoľa – Príslop – Sedlo Príslop